# 別列日涅 (科諾托普區)
51°14′55″N 33°33′48″E / 51.24861°N 33.56333°E
貝雷日內（烏克蘭語：Бережне）是位於烏克蘭東北部的村莊，由蘇梅州科諾托普區的博切奇基市鎮負責管轄。該村處於葉尼卡河右岸，分別距離赫溫托韋和切爾沃尼亞爾7公里，海拔高度145米，2001年人口214。